# سوبارو B9 سكرامبلر

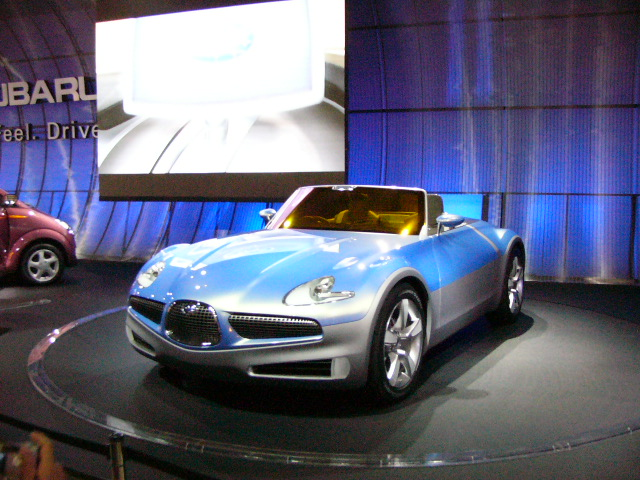
سوبارو B9 سكرامبلر في معرض طوكيو للسيارات عام 2003.

سوبارو بي9 سكرامبلر (المعروفة أيضًا باسم سوبارو بي 9 اس سي) هي سيارة رياضية ذات مقعدين مفتوحة من سوبارو وتتميز بتصميم كلاسيكي. يبلغ طولها 4.2 مترًا (165.4 بوصة) وتعمل بمحرك هجين يعمل بالبنزين والكهرباء بقوة 140 حصانًا (104 كيلو واط). صُممت بواسطة  اندريس زاباتيناس.

## التصميم
عُرضت هذه السيارة النموذجية لأول مرة في عام 2003 في معرض طوكيو للسيارات. صُممت بتأثير من تراث طائرات سوبارو، حيث تبدو الواجهة الأمامية وكأنها مقطع عرضي لطائرة، مع مدخل نفاث مركزي وأجنحة. طُور هذا الموضوع في الأصل لسيارة سوبارو بي11اس التي عُرضت في ربيع 2003. الألواح السفلية لـ بي9 مقاومة للانبعاج.
تكهن كار آند درايفر بأن سيارة بونتياك سولستيس يمكن أن تستند إلى نفس المنصة مثل بي9 سكرامبلر، حيث امتلكت جنرال موتورز حصة أقلية في الشركة الأم لسوبارو فوجي للصناعات الثقيلة من 1999 إلى 2005.

## التصميم الفني
تتميز السيارة بمحرك هجين سعة 2.0 لتر و4 أسطوانات، والذي يطلق عليه سوبارو السيارة الكهربائية الهجينة المتسلسلة (SSHEV). في SSHEV، يُستخدم المحرك الكهربائي بقوة 134 حصان (100 كيلو واط) لتحريك السيارة حتى 80 كم / ساعة (50 ميل في الساعة)، وعند هذه النقطة يتولى محرك البنزين 138 حصان (103 كيلو واط). تحت 80 كم / ساعة (50 ميلاً في الساعة)، يمكن استخدام محرك البنزين لشحن البطارية أو في ظل تسارع شديد. إنه أول محرك هجين من سوبارو، وصرح رئيس سوبارو كوجي تاكيناكا أن طرازات سوبارو الحالية التي تعمل بالطاقة التقليدية تتطلب «لا تعديل» لتثبيت SSHEV.
يمكن تعديل ارتفاع الرحلة من خلال تعليق هوائي ذاتي التسوية. اُستخدمت الكاميرات الأمامية والخلفية، إلى جانب نظام الرادار في نظام التحكم الذكي في التطواف والتحذير من مغادرة المسار.

## في وسائل الإعلام
بي 9 اس سي هي مركبة مميزة في لعبة فيديو بطولة العالم للراليات: تطورت الرالي لعام 2005.